# ديوك جوردن
ديوك جوردن (بالإنجليزية: Duke Jordan)‏ هو عازف جاز وعازف بيانو وملحن أمريكي، ولد في 1 أبريل 1922 في نيويورك في الولايات المتحدة، وتوفي في 8 أغسطس 2006 في كوبنهاغن في الدنمارك.

## وصلات خارجية
- ديوك جوردن على موقع IMDb (الإنجليزية)
- ديوك جوردن على موقع ميوزك برينز (الإنجليزية)
- ديوك جوردن على موقع أول ميوزيك (الإنجليزية)
- ديوك جوردن على موقع ديسكوغز (الإنجليزية)